# Aérodrome de Brandon
L'aérodrome de Brandon (code IATA : YBR • code OACI : CYBR) est un petit aéroport situé à 1,6 km au nord de Brandon, Manitoba, au Canada. Il dessert la ville de Brandon et les régions voisines de l'Ouest du Manitoba et de l'est de la Saskatchewan, une zone avec une population d'environ 180 000 personnes. L'aéroport est classé comme un aéroport d'entrée par Nav Canada et est géré par l'Agence canadienne des Services Frontaliers (ASFC). Les agents de l'ASFC à cet aéroport peuvent gérer de l'aviation générale, ne dépassant pas 15 passagers.

## Compagnies aériennes et destinations
| Compagnies     | Destinations |
| -------------- | ------------ |
| WestJet Encore | Calgary      |